# Hillview (Kentucky)
Hillview is een plaats (city) in de Amerikaanse staat Kentucky, en valt bestuurlijk gezien onder Bullitt County.

## Demografie
Bij de volkstelling in 2000 werd het aantal inwoners vastgesteld op 7037.
In 2006 is het aantal inwoners door het United States Census Bureau geschat op 7452, een stijging van 415 (5,9%).

## Geografie
Volgens het United States Census Bureau beslaat de plaats een oppervlakte van
10,8 km², geheel bestaande uit land.

## Plaatsen in de nabije omgeving
De onderstaande figuur toont nabijgelegen plaatsen in een straal van 4 km rond Hillview.